# Ruben Houkes
Ruben Houkes (ur. 8 czerwca 1979) – holenderski judoka, brązowy medalista olimpijski, mistrz świata.
Największym sukcesem zawodnika jest brązowy medal igrzysk olimpijskich w Pekinie w kategorii do 60 kg oraz mistrzostwo świata zdobyte w Rio de Janeiro w 2007 roku w tej samej kategorii.